# Carcelia vara
Carcelia vara är en tvåvingeart som först beskrevs av Charles Howard Curran 1927.  Carcelia vara ingår i släktet Carcelia och familjen parasitflugor. Inga underarter finns listade i Catalogue of Life.